# Distrito VII (Managua)
El Distrito VII es uno de los 7 distritos que se encuentra dividida la ciudad de Managua, Nicaragua. En el año 2011 tenía una población de 171 648 habitantes y una densidad poblacional de 6 130,2 personas por km². El distrito fue creado el 26 de junio de 2009 bajo la ordenanza municipal N.º 03-2009.

## Geografía
El Distrito VII se encuentra ubicada en las coordenadas 12°06′29″N 86°11′26″O / 12.107977, -86.190518.
| Noroeste: Distrito IV | Norte: Distrito VI | Noreste: Distrito VI |
| Oeste: Distrito V     |                    | Este: Nindirí        |
| Suroeste: Distrito V  | Sur: Nindirí       | Sureste: Nindirí     |